# Roman Awenirowitsch Juschkow

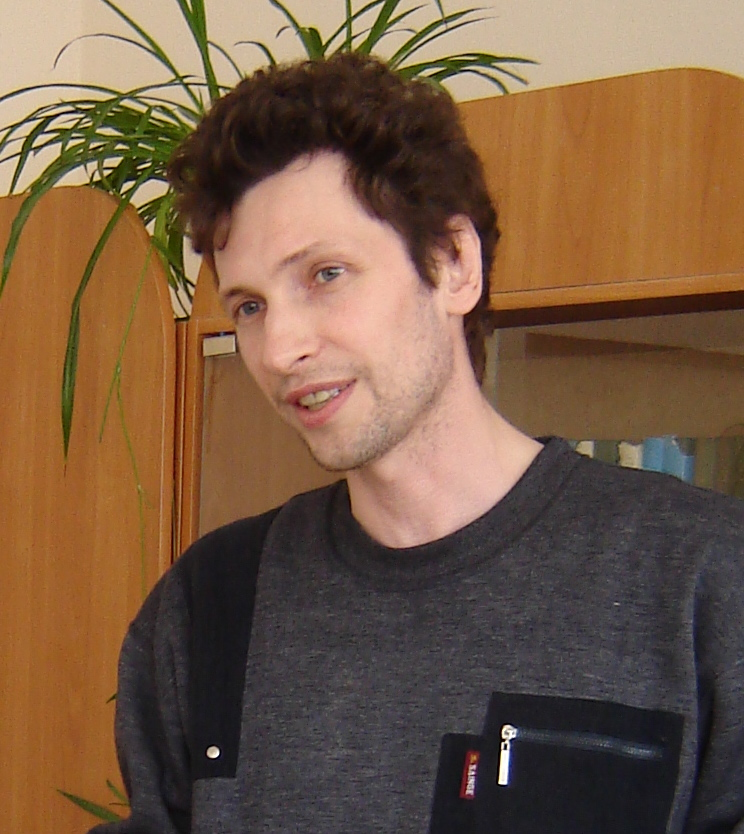
Roman Juschkow

Roman Awenirowitsch Juschkow (russisch Роман Авенирович Юшков; * 1970 in Perm) war früher ein russischer Umweltaktivist und Bürgerrechtler, der sich gegen die Umweltzerstörung in seiner Heimatregion um die Stadt Perm im Ural engagierte. Für seine Arbeit zum Schutz der Wälder, zur Unterstützung der Bevölkerung gegen die Verseuchung eines ganzen Dorfes durch die Ölförderungspraktiken des Großkonzerns Lukoil und zur Verteidigung der Menschenrechte wurde er 2006 mit dem Radebeuler Couragepreis gewürdigt.
Roman Juschkow war zu jener Zeit Biologie-Dozent an der Staatlichen Universität Perm. Er hatte dort 1996 die »Grüne Ökumene« gegründet. In ihr setzten sich Bürger gegen die Verseuchung von Luft und Wasser ein. Das Dorf Pavlovo schien rechtlos den vom Großkonzern Lukoil verursachten Umweltschäden ausgeliefert zu sein, bis Juschkow mit den Bewohnern des Ortes gemeinsam um deren Rechte kämpfte. Weiterhin war er Redakteur der Zeitung der Permer Menschenrechtskammer. Seine frühere Arbeit um interethnische Verständigung im Raum Perm hat sich in den letzten Jahren vollkommen umgekehrt in  andauernde antisemitische Hetze, Verbreitung von homophoben, chauvinistischen und nationalistischen Artikeln und das Sich-Brüsten, der erste Holocaust-Leugner Russlands zu sein. Juschkow war beteiligt an der Initiative, das international anerkannte wissenschaftliche Holocaust-Forschungsinstitut in Moskau als ausländischen Agenten einstufen zu lassen; dieser Antrag wurde vom Justizministerium abgelehnt. Andere Organisationen wie z. B. Aktion Sühnezeichen, die in Russland seit Jahrzehnten Arbeit zur Verständigung zwischen Deutschland und Russland leisten, wurden von ihm und seinen Mitarbeitern bedroht.
2021 kam es zur Aberkennung des Radebeuler Couragepreises mit der Begründung, dass Juschkows publizierte Ansichten und angeführte Initiativen der letzten Jahre in keiner Weise mit den ethischen Überzeugungen, Ideen und gesellschaftlichen Zielen des Radebeuler Couragepreisvereins mehr zu vereinbaren sind.